# Jiřice u Moravských Budějovic
Jiřice u Moravských Budějovic (en allemand : Irztitz) est une commune du district de Znojmo, dans la région de Moravie-du-Sud, en République tchèque. Sa population s'élevait à 56 habitants en 2020.

## Géographie
Jiřice u Moravských Budějovic se trouve à 11 km au sud-est de Moravské Budějovice, à 19 km au nord-ouest de Znojmo, à 55 km à l'ouest-sud-ouest de Brno et à 162 km au sud-est de Prague.
La commune est limitée par Hostim au nord, par Střelice à l'est, par Boskovštejn au sud et par Prokopov à l'ouest.

## Histoire
La première mention écrite de la localité date de 1349.